# رابرت دوروکس
رابرت دوروکس (انگلیسی: Robert Devereux, 2nd Earl of Essex؛ ۱۰ نوامبر ۱۵۶۵ – ۲۵ فوریهٔ ۱۶۰۱) معروف به لرد اسکس یک اشراف‌زاده و سردار جنگی اهل انگلستان و فووری (فرد مورد علاقه) ملکه الیزابت اول بود. او به جرم کودتا علیه دولت تحت حصر خانگی قرار گرفت و به اتهام خیانت اعدام شد. دوروکس از اجداد ملکه الیزابت دوم محسوب می‌شود.
در زمانی که دوروکس فرمانده قوای نظامی انگلستان بود برادران شرلی (آنتونی شرلی و رابرت شرلی) را به ایران فرستاد تا شاه عباس را به جنگ با امپراتوری عثمانی تشویق کنند و نیروی خود را در اختیار ارتش صفوی قرار دهند.